# Adelia María Harilaos de Olmos
Adelia María Harilaos de Olmos (Buenos Aires, 16 de junio de 1865 - Buenos Aires, 15 de septiembre de 1949) fue una filántropa y benefactora de la Iglesia católica y los pobres, gracias a su devoción y la cuantiosa fortuna en tierras heredada de su esposo -el gran comerciante y terrateniente Ambrosio Olmos- y que recibió los títulos nobiliarios pontificios de condesa pontificia y marquesa pontificia.

## Biografía

### Nacimiento
Adelia María Harilaos nació en Buenos Aires el 16 de junio de 1865. Era hija de don Horacio Harilaos, español, y de doña Carolina Senillosa Botet, perteneciente a una acaudalada familia de terratenientes. Adelia María creció en ese hogar acomodado junto a sus tres hermanos, Horacio, Felipe y Raúl aunque, al cabo de un tiempo, la fortuna de la familia se esfumó, pero no del todo.
Adelia María frecuentó con asiduidad la Conferencia Vicentina de las Hijas de María, de la que fue socia y colaboradora, desarrollando actividades en los talleres de capacitación y escuelas para pobres de santa Filomena.[cita requerida]

### Matrimonio y viudez
En 1895 Adelia María conoció a don Ambrosio Olmos, gran terrateniente cordobés, propietario de una enorme fortuna, que había sido gobernador de su provincia por el Partido Autonomista Nacional entre 1886 y 1888, prematuramente defenestrado por los juaristas. Cuando Olmos se estableció definitivamente en Buenos Aires, conoció a la joven y bonita Adelia, de quien quedó profundamente enamorado. Aunque su amor inicialmente no fue correspondido, contó con la alianza de su futura suegra, interesada en casar a su hija con un hombre de buena posición.
Durante un viaje a París, Ambrosio se comprometió con Adelia María con quien se casó el 2 de mayo de 1902. El matrimonio y la suegra de Ambrosio, Carolina, vivieron en París hasta después del fallecimiento de Carolina el 27 de febrero de 1904, en que decidió regresar a Argentina y comprar un palacio sobre la exclusiva Avenida Alvear, en Buenos Aires.
En 1905 doña Adelia María comenzó a experimentar síntomas de demencia, que se agravaron cuando al año siguiente su marido, Ambrosio Olmos, falleció rápidamente el 30 de abril de 1906, en una quinta que poseían en Olivos, provincia de Buenos Aires, debido a una enfermedad del estómago Adelia María Harilaos, viuda de Olmos, aunque heredera del considerable patrimonio de su esposo, fue declarada demente, por lo que su hermano Horacio, fue albacea testamentario y pasó a administrar la que se consideraba una de las fortunas más importantes de América del Sur.
Finalizaba 1906 cuando la familia Harilaos decidió recluir a Adelia en un internado de París. Sin embargo, pocos meses después, ella se recuperó milagrosamente, hecho que le permitió instalarse en un lujoso petit hotel y volver a la vida normal, recibiendo a sus amistades, acudiendo a tertulias, al teatro y a la ópera.

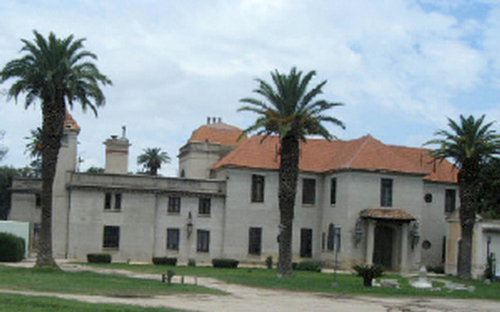
El casco de la Estancia El Durazno, donde vivieron Ambrosio Olmos y su esposa Adelia María Harilaos de Olmos; luego del fallecimiento de Olmos, fue la residencia rural favorita de su viuda.

### Beneficencia
De regreso a la Argentina en 1911, disponiendo ya de la gran fortuna heredada de Ambrosio Olmos, la joven viuda emprendió una labor benemérita a favor de los pobres y de la Iglesia católica que casi no tuvo parangón en el país. Supo brillar con luz propia, y debido a su gran devoción católica, consagró el resto de su vida a obras de caridad y bien público, apoyando con todas sus posibilidades materiales la acción de la evangelizadora de la Iglesia en el auxilio de los pobres y necesitados.
Asimismo esta inmensa obra religiosa la complementó con una importantísima acción de beneficencia y social.
Resulta casi imposible enumerar la enorme cantidad de obras erigidas con sus donaciones, la mayoría de ellas referidas a iglesias y templos católicos, obras de caridad, educativas y de salud, como orfanatos, hogares de ancianos, escuelas y hospitales, que fueron levantados en muchos puntos de Argentina gracias a su labor caritativa, a las que consagró los cuarenta y tres años en que sobrevivió a su esposo. 
Entre las principales obras pías se destacan: la iglesia del Corazón Eucarístico de Jesús, conocida como Las Esclavas y perteneciente a la Congregación de las Esclavas del Sagrado Corazón de Jesús, iniciada en 1923, en la calle Montevideo 1372, en la ciudad de Buenos Aires; la iglesia de San Judas Tadeo, erigida en la diócesis de La Plata en 1936, gracias al donativo del solar; la iglesia y santuario de Nuestra Señora de la Medalla Milagrosa, en Parque Chacabuco de la ciudad de Buenos Aires, que fue construida merced a su donación de $ 500.000 concretada en 1938; el Palacio Fernández Anchorena, de 5000 m² ubicado en la Avenida Alvear 1605 (esquina Montevideo), en la ciudad de Buenos Aires, que lo compró a la familia Fernández de Anchorena y que lo donó en su testamento (1949) para residencia del nuncio apostólico y que es actualmente sede de la nunciatura de la Santa Sede; de las 11.000 has. de la Estancia El Durazno o la Adelia María que recibiera en herencia de su esposo, donó a la Congregación Salesiana de Don Bosco 5000 has., en los cuales ellos establecieron la actual Escuela Agrotécnica 'Ambrosio Olmos'; al decidir la empresa Ferrocarriles Argentinos al Pacífico la construcción de un nuevo ramal que pasaba por sus terrenos, la viuda le donó los terrenos por donde pasarían las vías férreas e inmediatamente la empresa le compró 34.000 hectáreas de la estancia Santa Catalina para colonizar, dando nacimiento al pueblo Adelia María, llamado en su honor, etcétera.

### Marquesa Pontificia
Por sus obras caritativas Adelia María Harilaos de Olmos fue honrada por la Santa Sede con importantes distinciones: Condesa del Estado Pontificio (1930); Marquesa Pontificia (1934) Condecoración del Santo Sepulcro y Pro Iglesia et Pontífice.
Obtuvo también otras importantes condecoraciones internacionales, como: Comendador de la Orden Nacional del Mérito (Paraguay); Comanda do Cruceiro do Sul (Brasil); Orden Nacional del Mërito (Chile), etcétera.

### El Congreso Eucarístico Internacional

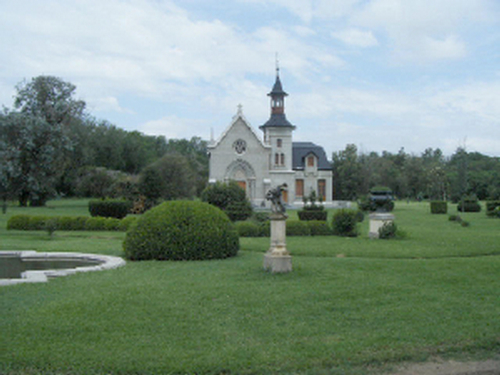
Iglesia gótica en la Estancia El Durazno

En 1934 Adelia María Harilaos, viuda de Olmos, fue una de las más activas organizadoras del Trigésimo Segundo Congreso Eucarístico Internacional, realizado en Buenos Aires, con el auspicio de la Santa Sede y con asistencia de importantísimas personalidades del clero católico mundial, entre las que se destacaba el Cardenal Eugenio Pacelli, Secretario de Estado del papa Pío XI y su legado a latere -luego consagrado papa como Pio XII. Se afirma que llegó a vender una estancia (presumiblemente “La Sofía”), para colaborar con la realización del congreso eucarístico, en el cual actuó, junto a María Unzué de Alvear, como vicepresidente primera de la comisión ejecutiva del mismo.
El palacio que alberga desde inicios de los años cincuenta a la Nunciatura Apostólica de la Santa Sede en Argentina, fue concebido por el arquitecto francés Edouard Le Monnier, quien llegó a la Argentina en 1896 luego de trabajar en Brasil y se desempeñó como diseñador y profesor. Inaugurado en 1909, el edificio ubicado en la esquina de la avenida Alvear y Montevideo había sido encargado por la familia Fernández Anchorena, que apenas lo habitó pues vivía habitualmente en París. En 1922 sus dueños lo alquilaron al presidente Marcelo T. de Alvear y su esposa, la ex soprano, Regina Pacini, transformándose así en aristocrática residencia presidencial. Hacia fines de la década del veinte, el palacio fue comprado por Adelia María Harilaos de Olmos, luego una de las principales patrocinadoras y organizadoras del XXXII Congreso Eucarístico Internacional llevado a cabo en Buenos Aires en octubre de 1934.
Presagiando el futuro destino de la propiedad, el cardenal Eugenio Pacelli, futuro papa Pío XII, se alojó en la residencia de Harilaos de Olmos, quien por la magnitud de las donaciones y la significación de las obras realizadas la hicieron merecedora (junto a María Unzué de Alvear) del título de marquesa pontificia, distinción a la que pocos argentinos pudieron acceder. Posteriormente, dejaría esa mansión como legado a la Santa Sede.

### Fallecimiento
El 15 de septiembre de 1949, a los ochenta y cuatro años de edad, dejaba de existir Adelia María Harilaos de Olmos en Buenos Aires, ilustre benefactora de la iglesia católica y de los pobres. En su testamento declaraba beneficiaria de sus bienes a la Iglesia Católica en su mayor parte, obteniendo sus hermanos y parientes cercanos solamente la quinta parte de los mismos. La totalidad de los bienes testamentarios fueron evaluados en cuarenta millones de pesos nacionales, una considerable fortuna para aquellos años.
Sus restos mortales junto a los de su esposo, descansan en el templo y casa de las Hermanas Esclavas del Sagrado Corazón de Jesús, de la ciudad de Buenos Aires. Por aquel entonces, el presidente Juan Domingo Perón, había revocado los permisos de enterrar en iglesias. Adelia María, antes de morir, había invitado a la esposa de Perón, Evita, a quien le regaló una joya y la convenció para que pudiera conseguir el permiso por ser marquesa pontificia.

### Semblanza
Adelia María Harilaos de Olmos "...fue la figura social y religiosa más importante de principios de siglo pasado, por el caudal de su fortuna, por la importancia de su poder en los círculos relacionados con la Iglesia, y por la fastuosidad de la vida que llevó.".